# Apocalypshit Tour
Es la segunda gira que realizó la banda de rock mexicana Molotov. Comenzó el 9 de enero de 1999 y terminó el 4 de diciembre de 2002. Se realizó para presentar su segundo disco Apocalypshit. En esta gira, durante el primer año, el país que tuvo más visitas es Alemania, con 10 conciertos. También recorrieron otros países, como Argentina, España y otros países más. En el medio de esta gira, se encontraron grabando su tercer disco, y al año siguiente siguieron dando shows en otros países, además de la Argentina. El país que más visitaron en su segunda etapa fue Estados Unidos, y al año siguiente dieron solamente siete conciertos. Tras terminar la gira en 2002, se metieron a grabar su tercer disco que se llama Dance and dense denso.

## Lanzamiento del disco y gira

### 1999
Comienzan el año tocando el 9 de enero en el Estadio Nacional de Lima. El 27 de enero volvieron a Alemania para tocar en Markthalle. Tres días después tocaron por primera vez en Dinamarca, en un concierto que se desarrolló en Studenterhuset. Después dieron otros dos nuevos conciertos en Alemania los días 2 y 3 de febrero. El 5 de marzo tocaron por primera vez en Puerto Rico, en un concierto que tuvo lugar en el Anfiteatro Luis Muñoz Marín. El 19 de junio volvieron a España para tocar en el Estadio La Peineta. El 25 de junio tocaron por primera vez en Suiza, en el marco del Open Air St. Gallen 1999, para luego dar otros tres conciertos en Alemania. El 29 de junio volvieron a Estados Unidos para tocar en el Celebrity Theatre. El 1 de julio volvieron a tocar en Dinamarca, en un concierto que tuvo lugar en Darupvej, en el marco del Forestglade Festival 1999. 10 días después volvieron a los Estados Unidos para dar un concierto en el New World Music Theatre, incluyendo otros shows por ese país y Canadá. Los mismos duraron hasta el 15 de agosto. El 21 de agosto volvieron a Alemania para dar un concierto en Parkbühne Wuhlheide, y al día siguiente tocaron en Portugal, en el marco del festival Vilar de Mouros 1999, desarrollado en el predio que lleva su nombre. Luego dieron otros tres nuevos shows en Alemania entre el 26 y 28 de agosto. El 2 de septiembre volvieron a Puerto Rico para tocar en Pueblo de Ponce. El 4 de septiembre regresaron otra vez a España para hacer de la partida en el festival Fiestas de Móstoles 1999. El 9 de septiembre tocaron por primera vez en Brasil, y el concierto se desarrolló en Imperator, donde tocó alguna vez Rata Blanca en 1995. El 14 de septiembre sale a la calle su segundo disco que se llama Apocalypshit, y consta de 13 temas. Sus productores fueron Gustavo Santaolalla y Aníbal Kerpel. El 22 de septiembre regresaron a México, dando así un concierto en el Teatro Metropolitan, y el 18 de octubre volvieron a Colombia, tocando en el Rock al Parque 1999, desarrollado en el Parque Simón Bolívar, que lleva el nombre del libertador venezolano. El 21 de octubre volvieron a Venezuela para tocar en el Hotel Intercontinental del Lago. En noviembre volvieron a Sudamérica, presentándose en Argentina  y Chile. En ambos shows tuvieron a la banda Control Machete como teloneros. Finalmente despidieron el año con dos shows en el Hard Rock Live.

### 2000
Comienzan un nuevo año con dos shows en Colombia los días 8 y 9 de abril. El primero se desarrolló en el Estadio Atanasio Girardot y el segundo en el Festival Rock Bogotá 2000, desarrollado en el Parque Simón Bolívar. El 11 de mayo volvieron a Alemania para tocar en el Georg-Elser-Hallen. El 17 de mayo tocaron por primera vez en Rusia, en un concierto que tuvo lugar en DK Gorbunova. El 3 de junio, la banda regresó a México para tocar en Lienzo Charro La Rancherita. El 24 de junio tocaron en el Parque Morelos, justo cuando falleció el popular cantante cordobés Rodrigo Bueno, producto de un accidente de auto. El 30 de julio volvieron a Costa Rica para dar un concierto en Discotheque Planet Mall. Entre el 11 de agosto y el 16 de septiembre dieron 13 conciertos en Estados Unidos y México, y el 2 y 4 de noviembre tocaron otra vez en Colombia, y los conciertos tuvieron lugar en el Coliseo El Pueblo y la Plaza de Toros La Santamaría. Despiden el año tocando el 11 de noviembre en el Foro Sol, en el marco del Vive Latino 2000.

### 2001
Comenzaron el año con un show en el Lamport Stadium el 19 de agosto. El 24 de agosto volvieron a Puerto Rico para tocar otra vez en el Anfiteatro Tito Puente, y al día siguiente debutaron por primera vez en República Dominicana. El concierto tuvo lugar en el Estadio Quisqueya. Los días 1, 7, 8 de septiembre y 16 de octubre dieron 4 shows en Estados Unidos y México, y así terminaron el año.

### 2002
Comienzan un nuevo año con un concierto en El Teatro Bar de La Plata el 10 de agosto. El 1 de septiembre volvieron a México para tocar en Mextravaganza Festival. El 24 de octubre participaron de los MTV Video Music Awards Latinoamérica 2002, aquellos que se desarrollaron en el Jackie Gleason Theatre of Performing Arts. Terminaron la gira el 4 de diciembre en el Rainbow Ballroom. Así despidieron el año.

## Conciertos
| Fecha                | Ciudad      | País           | Recinto                         |
| -------------------- | ----------- | -------------- | ------------------------------- |
| América del Sur      |             |                |                                 |
| 9 de enero de 1999   | <centerLima | Perú           | Estadio Nacional                |
| Europa               |             |                |                                 |
| 27 de enero de 1999  | Hamburgo    | Alemania       | Markthalle                      |
| 30 de enero de 1999  | Aalborg     | Dinamarca      | Studenterhuset                  |
| 2 de febrero de 1999 | Colonia     | Alemania       | Prime Club                      |
| 3 de febrero de 1999 | Múnich      | Alemania       | Backstage Werk                  |
| América Central      |             |                |                                 |
| 5 de marzo de 1999   | San Juan    | Puerto Rico    | Anfiteatro Luis Muñoz Marín     |
| Europa               |             |                |                                 |
| 19 de junio de 1999  | Madrid      | España         | Estadio La Peineta              |
| 25 de junio de 1999  | St. Gallen  | Suiza          | Sittertobel                     |
| 26 de junio de 1999  | Neubiberg   | Alemania       | Neubiberg Air Base              |
| 27 de junio de 1999  | Scheeßel    | Alemania       | Eichenring                      |
| 28 de junio de 1999  | Karlsruhe   | Alemania       | Substage                        |
| América del Norte    |             |                |                                 |
| 29 de junio de 1999  | Phoenix     | Estados Unidos | Celebrity Theatre               |
| Europa               |             |                |                                 |
| 1 de julio de 1999   | Roskilde    | Dinamarca      | Darupvej                        |
| 4 de julio de 1999   | Wiesen      | Austria        | Festivalgelände Schöllingstraße |
| América del Norte    |             |                |                                 |
| 14 de julio de 1999  | Tinley Park | Estados Unidos | New World Music Theatre         |

- 09/01/1999 - Estadio Nacional, Lima
- 27/01/1999 - Markthalle, Hamburgo
- 30/01/1999 - Studenterhuset, Aalborg
- 02/02/1999 - Prime Club, Colonia
- 03/02/1999 - Backstage, Múnich
- 05/03/1999 - Anfiteatro Luis Muñoz Marín, San Juan
- 19/06/1999 - Estadio La Peineta, Madrid
- 25/06/1999 - Sittertobel, St. Gallen
- 26/06/1999 - Neubiberg Air Base, Neubiberg
- 27/06/1999 - Eichenring, Scheeßel
- 28/06/1999 - Substage, Karlsruhe
- 29/06/1999 - Celebrity Theatre, Phoenix
- 01/07/1999 - Darupvej, Roskilde
- 04/07/1999 - Festivalgelände Schöllingstraße, Wiesen
- 14/07/1999 - New World Music Theatre, Tinley Park
- 23/07/1999 - Parc des Îles, Montreal
- 25/07/1999 - Phoenix Plaza Amphitheater, Pontiac
- 27/07/1999 - Robert F. Kennedy Memorial Stadium, Washington D.C.
- 31/07/1999 - Pompano Beach Amphitheater Grounds, Pompano Beach
- 08/08/1999 - Cynthia Woods Mitchell Pavilion, The Woodlands
- 12/08/1999 - Celebrity Theatre, Phoenix
- 13/08/1999 - Coors Amphitheatre, Chula Vista
- 15/08/1999 - Greek Theatre, Los Ángeles
- 21/08/1999 - Parkbühne Wuhlheide, Berlín
- 22/08/1999 - Vilar de Mouros, Caminha
- 26/08/1999 - Millerntor Stadion, Hamburgo
- 27/08/1999 - Werseufer, Minden
- 28/08/1999 - Landschaftspark Duisburg-Nord, Duisburgo
- 02/09/1999 - Pueblo de Ponce, Ponce
- 04/09/1999 - Plaza de Toros, Móstoles
- 09/09/1999 - Imperator, Río de Janeiro
- 22/09/1999 - Teatro Metropolitan, Ciudad de México
- 18/10/1999 - Parque Simón Bolívar, Bogotá
- 21/10/1999 - Hotel Intercontinental del Lago, Maracaibo
- 03/11/1999 - Teatro Providencia, Santiago
- 05/11/1999 - Cemento, Buenos Aires
- 10/12/1999 - Hard Rock Live, Ciudad de México
- 11/12/1999 - Hard Rock Live, Ciudad de México
- 08/04/2000 - Estadio Atanasio Girardot, Medellín
- 09/04/2000 - Parque Simón Bolívar, Bogotá
- 11/05/2000 - Georg-Elser-Hallen, Múnich
- 17/05/2000 - DK Gorbunova, Moscú
- 03/06/2000 - Lienzo Charro La Rancherita, Nezahualcóyotl
- 24/06/2000 - Parque Morelos, Tijuana
- 30/07/2000 - Discotheque Planet Mall, San Pedro
- 11/08/2000 - Universal Amphitheatre, Universal City
- 12/08/2000 - Coors Amphitheatre, Chula Vista
- 13/08/2000 - Santa Clara County Fairgrounds, San José
- 14/08/2000 - Attic, El Paso
- 16/08/2000 - Fillmore Auditorium, Denver
- 19/08/2000 - Saint Andrew's Hall, Detroit
- 22/08/2000 - The Palladium, Worcester
- 23/08/2000 - The Tunnel, Nueva York
- 27/08/2000 - Bayfront Park Amphitheatre, Miami
- 30/08/2000 - Aerial Theatre at Bayou Palace, Houston
- 04/09/2000 - Celebrity Theatre, Phoenix
- 08/09/2000 - Whisky A Go Go, West Hollywood
- 16/09/2000 - Estadio Carta Blanca, Ciudad Juárez
- 13/10/2000 - The Roxy Live Bar, Buenos Aires
- 14/10/2000 - Teatro Providencia, Santiago
- 15/10/2000 - Teatro de Verano, Montevideo
- 02/11/2000 - Coliseo el Pueblo, Cali
- 04/11/2000 - Plaza de Toros La Santamaría, Bogotá
- 11/11/2000 - Foro Sol, Ciudad de México
- 19/08/2001 - Lamport Stadium, Toronto
- 24/08/2001 - Anfiteatro Tito Puente, San Juan
- 25/08/2001 - Estadio Quisqueya, Santo Domingo
- 01/09/2001 - Bronco Bowl, Dallas
- 07/09/2001 - Universal Amphitheatre, Universal City
- 08/09/2001 - Coors Amphitheatre, Chula Vista
- 16/10/2001 - Foro El Palomar, Chihuahua
- 10/08/2002 - El Teatro Bar, La Plata
- 01/09/2002 - Mextravaganza Festival, Costa Azul
- 24/10/2002 - Jackie Gleason Theatre of the Performing Arts, Miami
- 04/12/2002 - Rainbow Ballroom, Fresno

## Formación durante la gira
- Tito Fuentes - Voz y guitarra
- Micky Huidobro - Guitarra rítmica
- Paco Ayala - Bajo
- Randy Ebright - Batería